# Теодоту, Гиоргос
Гиоргос Теодоту (греч. Γιώργος Θεοδότου; 1 января 1974, Фамагуста, Кипр) — кипрский футболист, защитник. Выступал за сборную Кипра.

## Биография

### Клубная карьера
На профессиональном уровне выступал с 1990 года. Начинал карьеру в клубе ЭПА (г. Ларнака). В 1994 году перешёл в другой местный клуб АЕК, за который выступал на протяжении шести сезонов и провёл свыше ста матчей в чемпионате Кипра. В 2000 году игрок подписал контракт с клубом «Омония» (Никосия). В составе команды Теодоту также сыграл более сотни матчей, выиграл Кубок Кипра и дважды стал чемпионом страны. Последним клубом в карьере игрока стал «Анортосис», за который он выступал в сезоне 2008/09.

### Карьера в сборной
Дебютировал за сборную Кипра 20 февраля 1996 года в товарищеском матче со сборной Эстонии. В составе сборной Кипра Теодоту выступал более 10 лет, принял участие в трёх отборочных турнирах чемпионатов Европы и трёх чемпионатов мира, в том числе наиболее успешной для Кипра квалификации Евро-2000, в которой сборная отстала от зоны стыковых матчей всего на одно очко. Всего в составе национальной сборной Теодоту сыграл 72 матча.

## Достижения
«Омония» Никосия
- Чемпион Кипра: 2000/01, 2002/03
- Обладатель Кубка Кипра: 2004/05

## Личная жизнь
У Гиоргоса был сын Никола, который также занимался футболом. В августе 2020 года в возрасте 14 лет он умер от последствий неизлечимой болезни. Соболезнования в связи со смертью сына выразили многие клубы чемпионата Кипра.